# Bürgerbräukeller
Bürgerbräukeller قاعة بيرة كبيرة في ميونيخ، ألمانيا. تم افتتاحها في عام 1885، وكانت أحد أكبر قاعات البيرة في Bürgerliches Brauhaus. بعد دمج Bürgerliches مع Löwenbräu في عام 1921، تم نقل القاعة إلى تلك الشركة. 
Bürgerbräukeller هو المكان الذي أطلق فيه أدولف هتلر انقلاب بير هول في نوفمبر 1923، وفي عام 1939 شهد محاولة اغتيال هتلر وغيره من القادة النازيين على يد جورج إلسير. نجت من القصف الجوي في الحرب العالمية الثانية.

## الموقع

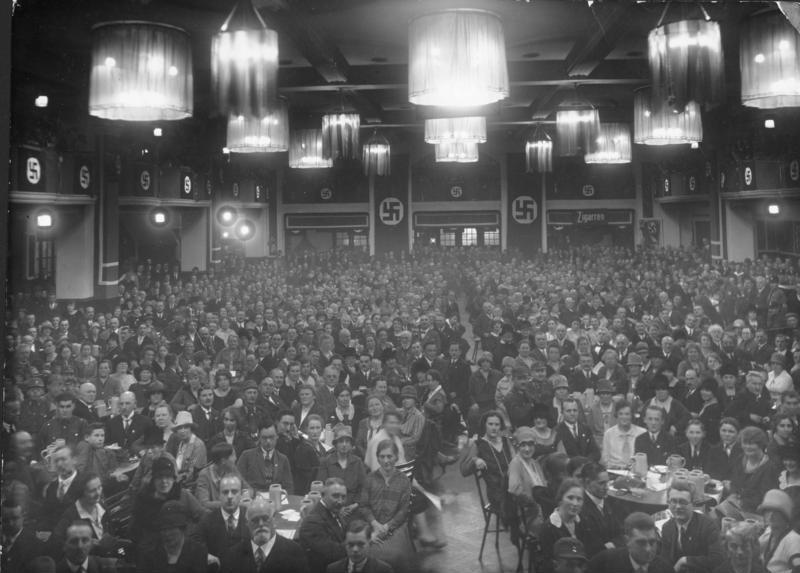
اجتماع الحزب النازي، 1923

يقع Bürgerbräukeller في حي Haidhausen في ميونيخ على الجانب الشرقي من نهر Isar. منذ عام 1980، تم إعادة تطوير الموقع من خلال إنشاء مركز Gasteig للثقافة وفندق Hiltonهيلتون مدينة ميونخ. 

## العلاقة بالنازية

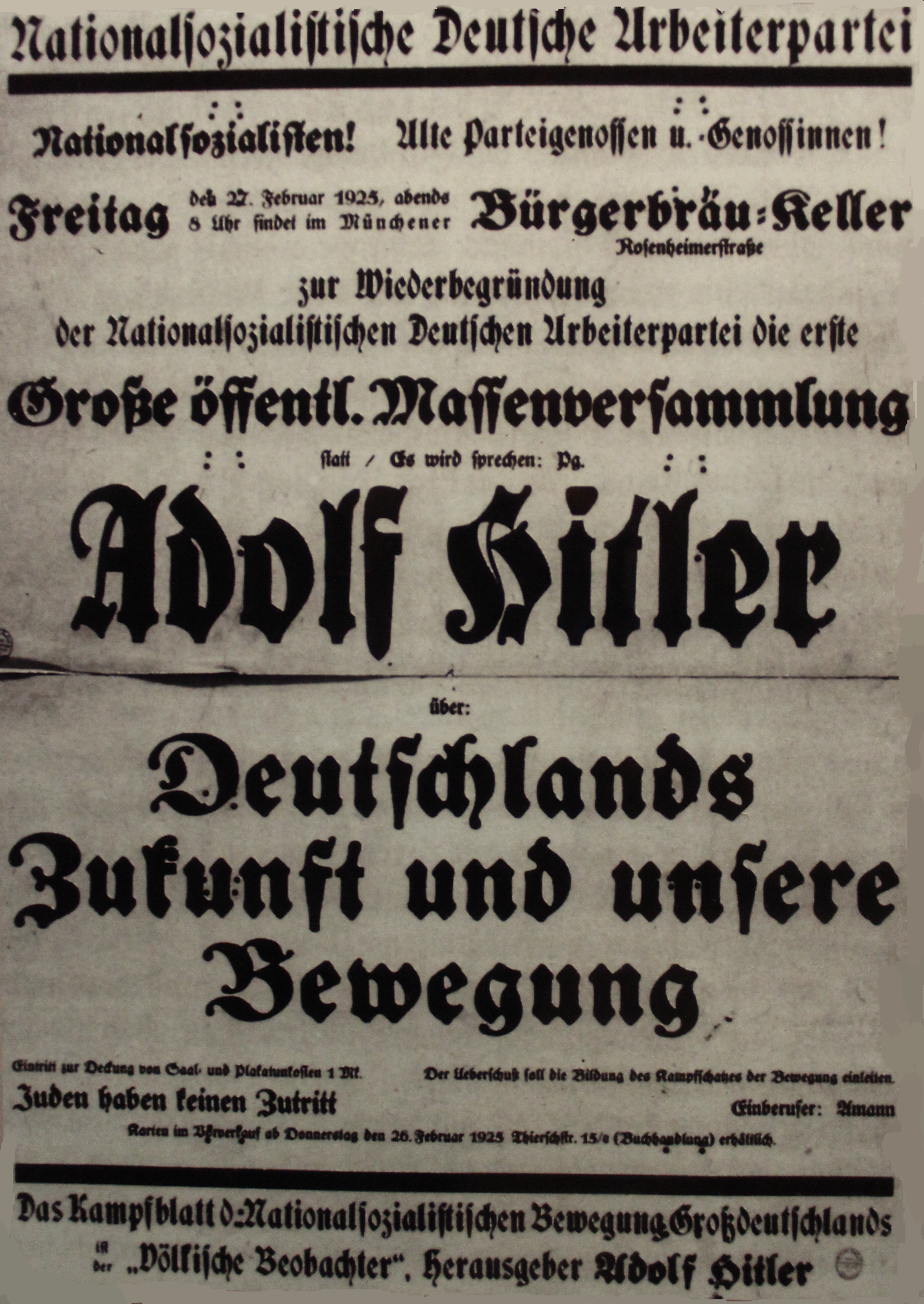
دعوة إلى "إعادة تأسيس" الحزب النازي مع أدولف هتلر كخطيب، 27 فبراير 1925، ميونيخ، Bürgerbräukeller

من 1920 إلى 1923، كان Bürgerbräukeller أحد أماكن التجمع الرئيسية للحزب النازي. هناك، في 8 نوفمبر 1923، أطلق أدولف هتلر انقلاب بير هول بعد استيلاء هتلر على السلطة في عام 1933 ، احتفل بكل ذكرى في ليلة 8 نوفمبر مع خطاب إلى Alte Kämpfer (المقاتلون القدامى) في قاعة Bürgerbräukeller الكبرى. في اليوم التالي، تم إعادة تنظيم المسيرة عبر شوارع ميونيخ من Bürgerbräukeller إلى كونيغبلاتز. 
في عام 1939، تم وضع قنبلة موقوتة مخبأة داخل عمود في Bürgerbräukeller أثناء خطاب هتلر في 8 نوفمبر. انفجرت القنبلة، مما أسفر عن مقتل ثمانية أشخاص وجرح 57،  ولكن هتلر كان قد قطع خطابه وغادر بالفعل قبل الانفجار. تم إلقاء القبض على المنفذ، جورج إلسر، وسجنه لمدة 5 سنوات ونصف، وتم إعدامه قبل وقت قصير من نهاية الحرب.  تعرض المبنى لأضرار شديدة بسبب القنبلة.

## خلال الحرب العالمية الثانية
بعد محاولة اغتيال هتلر في 8 نوفمبر 1939، بدأت الإصلاحات في Bürgerbräukeller بقصد إعادة المبنى إلى حالته الأصلية. بسبب نقص المواد، لم يكتمل العمل. أثناء قصف الحلفاء الجوي لميونيخ، أصابت قنبلة واحدة القاعة التي وقع فيها انفجار عام 1939، لكنها لم تنفجر. 

## بعد الحرب العالمية الثانية
عندما دخلت القوات الأمريكية إلى ميونيخ في 30 أبريل 1945، عثرت فرقة المشاة الـ 42 «قوس قزح» على قاعة Bürgerbräukeller القذرة، مكدسة بسجلات الحزب النازي، وغير المستخدمة. 
على موقع Bürgerbräukeller يقف الآن مبنى GEMA، ومركز Gasteig ‏ الثقافي، وفندق هيلون مدينة ميونخ.